# أذن الفأر الأطلسي
أذن الفأر الأطلسي (الاسم العلمي: Myosotis atlantica) هو نوع من النباتات يتبع جنس أذن الفأر من الفصيلة الحمحمية.